# Hosznia Ordynacka
Hosznia Ordynacka is een plaats in het Poolse district  Biłgorajski, woiwodschap Lublin. De plaats maakt deel uit van de gemeente Goraj en telt 390 inwoners.